# Вуд-Лейк (Небраска)
Вуд-Лейк (англ. Wood Lake) — селище (англ. village) в США, в окрузі Черрі штату Небраска. Населення — 46 осіб (2020).

## Географія
Вуд-Лейк розташований за координатами 42°38′18″ пн. ш. 100°14′14″ зх. д. / 42.63833° пн. ш. 100.23722° зх. д. (42.638344, -100.237122).  За даними Бюро перепису населення США в 2010 році селище мало площу 0,85 км², з яких 0,82 км² — суходіл та 0,03 км² — водойми.

## Демографія
Згідно з переписом 2010 року, у селищі мешкали 63 особи в 33 домогосподарствах у складі 16 родин. Густота населення становила 74 особи/км².  Було 48 помешкань (57/км²).
Расовий склад населення:
| - 98,4 % — білих - 1,6 % — корінних американців |

До двох чи більше рас належало 0,0 %. Частка іспаномовних становила 0,0 % від усіх жителів.
За віковим діапазоном населення розподілялося таким чином: 19,0 % — особи молодші 18 років, 42,9 % — особи у віці 18—64 років, 38,1 % — особи у віці 65 років та старші. Медіана віку мешканця становила 43,8 року. На 100 осіб жіночої статі у селищі припадало 110,0 чоловіків;  на 100 жінок у віці від 18 років та старших — 112,5 чоловіків також старших 18 років.
Середній дохід на одне домашнє господарство  становив 37 470 доларів США (медіана — 30 000), а середній дохід на одну сім'ю — 36 063 долари (медіана — 29 688). За межею бідності перебувало 4,5 % осіб, у тому числі 0,0 % дітей у віці до 18 років та 13,3 % осіб у віці 65 років та старших.
Цивільне працевлаштоване населення становило 28 осіб. Основні галузі зайнятості: сільське господарство, лісництво, риболовля — 28,6 %, мистецтво, розваги та відпочинок — 21,4 %, освіта, охорона здоров'я та соціальна допомога — 17,9 %.